# Portrait d'Adeline Ravoux
Le portrait d'Adeline Ravoux est une peinture de l'artiste-peintre postimpressionniste hollandais Vincent Van Gogh réalisée en 1890.
Âgée de presque 13 ans, Adeline Ravoux est la fille d'un marchand de vin, Arthur-Gustave Ravoux et de son épouse, née Adeline Touillet. C'est dans leur auberge que Van Gogh a logé lorsqu'il a vécu à Auvers-sur-Oise. Il s'y est installé à son retour de l'hospice de Saint-Rémy-de-Provence où il avait été admis, à sa demande, un an plus tôt.
En 2010, le tableau inspire à Marie Sellier un roman intitulé: Journal d’Adeline : un été avec Van Gogh.
Le tableau prend vie dans le film La Passion van Gogh de Dorota Kobiela et Hugh Welchman (2017).  